# Progale
Progale [pronunciación en polaco: /prɔˈɡalɛ/] es un pueblo en el distrito administrativo de Gmina Hajnówka, dentro del Distrito de Hajnówka, Voivodato de Podlaquia, en el noreste de Polonia, cercano a la frontera con Bielorrusia.